# Aichryson bituminosum
Aichryson bituminosum és una espècie de planta del gènere Aichryson de la família de les Crassulaceae.

## Taxonomia
Aichryson bituminosum Bañares va ser descrita per Angel Bañares Baudet i publicada a Willdenowia. Mitteilungen aus dem Botanischen Garten und Museum Berlin-Dahlem. Berlin-Dahlem. 32(2): 222. 2002.

### Etimologia
- bituminosum : epítet llatí que significa 'asfalt'.[2]

Nom comú: Gongarillo de Tenteniguada.